# 조너선 모건 헤이트
조너선 모건 하이트(Jonathan Morgan Heit, 영어 발음: /haɪt/, 2000년 7월 16일 ~ )는 미국의 전 어린이 배우이다.

## 출연 작품

### 영화
- 베드타임 스토리 (2008)
- 발렌타인 데이 (2010) - 프랭클린 역
- 슈퍼노바 지구 탈출기 (2013) - 킵 역 (애니메이션)